# André Wogenscky
André Wogenscky, né le 3 juin 1916 à Remiremont (Vosges) et mort le 5 août 2004 à Saint-Rémy-lès-Chevreuse (Yvelines), est un architecte français, disciple de Le Corbusier.

## Biographie
Issu d'une famille d'aristocrates polonais immigrés en France au XVIIIe siècle, il entre en 1934 à l'École nationale supérieure des beaux-arts. Son frère cadet est le peintre Robert Wogensky.
De 1936 à 1956, il est successivement élève, assistant, chef d'atelier et architecte adjoint de Le Corbusier. Il participe à l'Ascoral pendant la Seconde Guerre mondiale. Il enseigne ensuite à l'École nationale supérieure d'architecture de Bruxelles de 1956 à 1965.
Il fonde sa propre agence en 1956 et est nommé architecte en chef des bâtiments civils et palais nationaux en 1966. Il répond à d'importantes commandes publiques (hôpitaux à Paris, préfecture des Hauts-de-Seine, Maison de la Culture à Grenoble, etc.) et construit aussi au Liban et au Japon.
Après son divorce avec Simone Galpin (1913-1973), il épouse l'artiste plasticienne Marta Pan en 1952.
André Wogenscky obtient le Grand prix national de l'architecture en 1989. En 1998, il est élu membre de l'académie des beaux-arts au fauteuil de Jacques Couelle. Il est délégué à la Séance publique annuelle des Cinq Académies en 1999. Jacques Rougerie lui succède en 2008. Il restera président de la Fondation Le Corbusier de 1971 à 1988.
Il crée avec Marta Pan la Fondation qui porte leurs deux noms. Celle-ci a pour siège leur maison de Saint-Rémy-lès-Chevreuse. Elle est reconnue d'utilité publique en 2011.

## Principales réalisations

### En collaboration avec Le Corbusier
- 1945-1952 : Cité radieuse de Marseille
- 1948 : Manufacture Claude-et-Duval à Saint-Dié (Vosges)[3]
- 1952-1956 : Unité d'habitation de Rezé
- 1953-1959 : Couvent dominicain de La Tourette (Rhône)
- 1955 : Unité d'habitation de Briey (Meurthe-et-Moselle)

### Architecte indépendant
- 1951 : cabanon en bois à Saint-Rémy-lès-Chevreuse (Seine-et-Oise)
- 1951-1953 : maison d’habitation de l'architecte et atelier de sculpture de son épouse à Saint-Rémy-lès-Chevreuse (Seine-et-Oise)
- 1954-1955 : maison Belbenoit à Arras (Pas-de-Calais)
- 1956-1957 : maison Petitot à Arras (Pas-de-Calais)
- 1956-1957 : immeuble Lorrius à Lens (Pas-de-Calais)
- 1956-1957 : appartement Alfred Sauvy à Paris (Seine)
- 1956-1957 : maison Bandelier à Saulieu (Côte-d'Or)
- 1957-1959 : cantine scolaire à Marçon (Sarthe)
- 1957-1959 : surélévation d’un immeuble à Paris (Seine)
- 1958-1959 : agence Wogenscky à Paris (Seine)
- 1958-1960 : villa Chupin à Saint-Brévin-l’Océan (Loire-Atlantique)
- 1958-1961 : foyer des isolés Lamartine à Saint-Étienne (Loire)
- 1959-1962 : maison des jeunes et de la culture à Besançon (Doubs)
- 1959-1960 : maison Berrocal à Crespières (Seine-et-Oise)
- 1959-1965 : ensemble de logements économiques à Montpellier (Hérault)
- 1959-1960 : lotissement Chupin à Saint-Macaire-en-Mauges (Maine-et-Loire)
- 1959-1961 : chalet-refuge municipal à Seyne-les-Alpes (Basses-Alpes)
- 1960-1963 : centre d'exploitation EDF à Bastia (Corse) avec Jean Cristofari, architecte
- 1960-1962 : centre de distribution mixte EDF à Charleville-Mézières (Ardennes) labellisé Architecture contemporaine remarquable
- 1960-1961 : district EDF à Guillestre (Hautes-Alpes)
- 1960-1961 : RN 202 district EDF à Puget-Théniers (Alpes-Maritimes)
- 1961-1963 : immeuble à Angers (Maine-et-Loire)
- 1961-1964 : maison de retraite à Luçon (Vendée)
- 1961-1964 : bureaux de l'administration à Luçon (Vendée)
- 1961-1963 : école maternelle à Mont-Saint-Martin (Meurthe-et-Moselle) avec M. Corre, architecte
- 1961-1963 : immeubles de logement à Mont-Saint-Martin (Meurthe-et-Moselle) avec M. Corre, architecte
- 1961-1965 : faculté de médecine de l'hôpital Saint-Antoine à Paris (Seine) avec Jean Maître, architecte
- 1962-1965 : centre international de la jeunesse / maison des jeunes et de la culture à Annecy (Haute-Savoie)
- 1962-1963 : usine Oric à Boussay (Loire-Atlantique)
- 1962-1964 : foyer de jeunes travailleurs Clairvivre à Saint-Étienne (Loire)
- 1962-1968 : ministère de la Défense nationale à Beyrouth (Liban)
- 1963-1969 : usine Snecma à Corbeil-Essonnes (Seine-et-Oise / Essonne)
- 1963-1964 : usine Permali à Maxéville (Meurthe-et-Moselle)
- 1963-1965 : faculté de médecine de l'hôpital Necker à Paris (Seine)
- 1963-1963 : galerie Arnaud à Paris (Seine)
- 1963-1965 : ZUP à Thionville (Moselle)
- 1964-1965 : plan directeur du secteur Sud de la région parisienne
- 1965-1970 : piscine municipale à Firminy (Loire)
- 1965-1967 : maison de la culture à Grenoble (Isère)
- 1965-1972 : préfecture des Hauts-de-Seine à Nanterre (Seine / Hauts-de-Seine)
- 1965-1968 : gymnases à partir du modèle-type de la société Jossermoz en collaboration à Amiens, Bagneux, Brunnstatt, Dinard, Houlgate, Lille, Mâcon, Marseille, Mulhouse, Nantes, Orléans, Strasbourg, Wattignies, avec Louis Miquel et Georges Maurios
- 1965-1974 : hôtel Holiday Inn et Saint Charles City Center à Beyrouth (Liban)
- 1965-1969 : faculté des sciences à Beyrouth (Liban) avec Maurice Hindié, architecte
- 1966-1968 : collège d'enseignement technique de l'optique à Paris (Seine)[4]
- 1967-1972 : station Auber du RER à Paris (Seine) avec Alain Richard et André Monpoix
- 1969-1974 : palais de Justice et tribunal de grande instance à Nanterre (Hauts-de-Seine)
- 1970-1971 : foyer des isolés à l'Aigle (Orne)
- 1972-1975 : extension de l'Université libanaise à Beyrouth (Liban) avec Maurice Hindié, architecte
- 1973-1982 : modèle Salamandre conçu : 2 000 logements réalisés à Étaples, Saint-Omer, Sin-le-Noble, Miramas, Lille, Firminy, Haubourdin, Arras, Hénin-Montigny, Portes-lès-Valence, la Ricamarie, Châtillon-sous-Bagneux... avec Alain Amédéo (Sud Atelier)
- 1973-1976 : centre de vacances économiques à la Garde-Freinet (Var) avec Alain Amédéo (Sud Atelier)
- 1974-1984 : hôpital Gilles à Corbeil-Essonnes (Essonne) avec Pierre Lagard, Michel Picault et Claude Flambeau
- 1974-1980 : Moscow Narodny Bank à Beyrouth (Liban) avec Maurice Hindié, architecte
- 1975-1978 : faculté des lettres à Beyrouth (Liban)
- 1979-1981 : immeuble de bureaux à Riyad (Arabie saoudite) avec le GIA AW
- 1980-1984 : hôpital et centre médico-sportif à Riyad (Arabie saoudite) avec le GIA AW
- 1980-1982 : les Résidences de la mer à Zouk Mosbeh (Liban) avec le GIA AW
- 1981-1984 : ensemble résidentiel à Sahel Alma (Liban) avec le GIA AW
- 1982-1985 : ensemble résidentiel à Broumana (Liban) avec le GIA AW
- 1983-1987 : université des arts à Takarazuka (Japon) avec Hiroshi Hasegawa, architecte
- 1985-1989 : institut national de recherche et sécurité à Neuves-Maisons (Meurthe-et-Moselle) avec Robert Anxionnat et Daniel Leconte
- 1992-1994 : extension de l’université des arts à Takarazuka (Japon) avec Hiroshi Hasegawa
- 1993-2003 : immeuble Hibarigaoka à Takarazuka (Japon)

#### Livres d’André Wogenscky
- L’Architecture active, éd. Casterman, 1972
- Les mains de Le Corbusier, éd. de Grenelle, 1987

#### Livres consacrés à André Wogenscky
- Annick Pely-Audan, André Wogenscky, éd. du Cercle d’Art, 1993
- Paola Misino et Nicoletta Trasi, André Wogenscky : raisons profondes de la forme, éd. Le Moniteur, 2000
- Dominique Amouroux, « La spatialité plastique des architectures d'André Wogenscky », revue 303, 2003
- Paola Misino et Nicoletta Trasi, Être architecte : hommage à André Wogenscky, Dossier de l'exposition organisée par la fondation Le Corbusier du 14 avril au 25 juin 2005. Paris: FLC, 2005.
- Béatrice Ascoli-Hérold, Danielle Baron, La préfecture des Hauts-de-Seine : André Wogenscky, une architecture des années 1970, éd. Somogy, 2006.
- François Barré, André Wogenky Marta Pan, l'œuvre croisé, éd. Cercle d'Art, 2007, 192 p.
- Dominique Amouroux, André Wogenscky, collection Carnets d'architectes, édition du Patrimoine, 2012
- Dominique Amouroux, André Wogenscky et Louis Miquel à Annecy (Les Marquisats), collection Portrait, CAUE 74, 2014